# Boarding House Reach
 (mai 2019).
Albums de Jack White
Lazaretto
(2014)
Boarding House Reach est le troisième album solo de Jack White, sorti le 23 mars 2018 à partir de son propre label Third Man Records.

## Liste des pistes
Toutes les chansons sont écrites et composées par Jack White sauf "Humoresque", musique par Antonín Dvořák, paroles par Howard Johnson, arrangements par Jack White.
| No  | Titre                          | Durée |
| --- | ------------------------------ | ----- |
| 1.  | Connected by Love              | 4:37  |
| 2.  | Why Walk a Dog                 | 2:29  |
| 3.  | Corporation                    | 5:39  |
| 4.  | Abulia and Akrasia             | 1:28  |
| 5.  | Hypermisophoniac               | 3:34  |
| 6.  | Ice Station Zebra              | 3:59  |
| 7.  | Over and Over and Over         | 3:36  |
| 8.  | Everything You've Ever Learned | 2:13  |
| 9.  | Respect Commander              | 4:33  |
| 10. | Ezmerelda Steals the Show      | 1:42  |
| 11. | Get in the Mind Shaft          | 4:13  |
| 12. | What's Done Is Done            | 2:54  |
| 13. | Humoresque                     | 3:10  |

## Classements hebdomadaires
| Classement (2018)                   | Meilleure place |
| ----------------------------------- | --------------- |
| Allemagne (Media Control AG)        | 17              |
| Australie (ARIA)                    | 11              |
| Autriche (Ö3 Austria Top 40)        | 8               |
| Belgique (Flandre Ultratop)         | 10              |
| Belgique (Wallonie Ultratop)        | 42              |
| Canada (Canadian Albums Chart)      | 1               |
| Danemark (Tracklisten)              | 40              |
| Écosse (OCC)                        | 5               |
| Espagne (Promusicae)                | 19              |
| États-Unis (Billboard 200)          | 1               |
| États-Unis (Top Alternative Albums) | 1               |
| États-Unis (Top Rock Albums)        | 1               |
| Finlande (Suomen virallinen lista)  | 19              |
| France (SNEP)                       | 31              |
| Italie (FIMI)                       | 32              |
| Nouvelle-Zélande (RIANZ)            | 25              |
| Pays-Bas (Mega Album Top 100)       | 10              |
| Portugal (AFP)                      | 4               |
| Royaume-Uni (UK Albums Chart)       | 5               |
| Suisse (Schweizer Hitparade)        | 5               |